# Adomaitis
Adomaitis ist ein litauischer männlicher Familienname. 

## Herkunft
Der Familienname ist abgeleitet vom litauischen Vornamen Adomas (Adam).

## Weibliche Formen
- Adomaitytė (ledig)
- Adomaitienė (verheiratet)

## Namensträger
- Antanas Adomaitis (1902–1936), Geistlicher und Organist
- Aurimas Adomaitis (* 1987), Basketballspieler
- Dainius Adomaitis (* 1974), Basketballspieler
- Héctor Adomaitis (* 1970), argentinischer Fußballspieler
- Kasparas Adomaitis (* 1983), Politiker,  Seimas-Mitglied
- Laimutis Adomaitis (* 1986), Ringer
- Regimantas Adomaitis (1937–2022), Schauspieler
- Svajūnas Adomaitis (* 1985), Ringer
- Zenonas Petras Adomaitis (1945–2016), Politiker, Seimas-Mitglied